# Złamania
Złamania – trzeci album polskiej grupy muzycznej Lorein, której dystrybutorem było Mystic Production. Jego premiera miała miejsce dnia 3 lutego 2017 roku.

W kwietniu 2015 roku zespół utworzył zbiórkę mającą na celu uzbieranie funduszy na nagranie nowej płyty. Ostatecznie wsparło ją 1888 osób, które wpłaciły blisko 30 tysięcy złotych.
Na początku pracy nad albumem czuliśmy, że walimy głową w mur. Wiedzieliśmy, że są fani, którzy na naszą nową płytę czekają, ale mieliśmy też świadomość, że jest ich zbyt mało, by nasz ówczesny wydawca podchodził do tematu priorytetowo. Nam zależało na nagraniu albumu, graniu regularnych koncertów… I wtedy z pomocą przyszli Fani. Zorganizowaliśmy projekt crowdfundingowy, dzięki któremu udało nam się zebrać środki umożliwiające nagranie krążka. Zmieniliśmy wydawcę, sposób pracy nad albumem: powstała muzyka, do której musiałem napisać teksty, czyli odwrotnie niż na poprzednich płytach. Nawiązaliśmy współpracę z Tomkiem Zalewskim, który odpowiada za realizację albumów zespołu Coma, dzięki czemu „Złamania” mają nieco brudniejsze brzmienie. Oczywiście nie zabraknie melodyjnych ballad, ale myślę, że udało nam się przemycić też rockandrollowego ducha w wydaniu Lorein.

- Łukasz Lańczyk
Złamania promowało sześć singli, do których powstały teledyski.
Utwór "Falconer" inspirowany był filmem Samotny mężczyzna w reżyserii Toma Forda.
Jest to ostatnia płyta Lorein nagrana w oryginalnym czteroosobowym składzie.

## Lista utworów[6]
Autorem wszystkich tekstów jest Łukasz Lańczyk, autorami muzyki jest zespół Lorein.
1. "Fale" – 3:54
2. "Dźwięki rozstania" – 4:42
3. "Na głos niewypowiedziane"– 4:20
4. "Złamania" – 3:08
5. "Ładny" -– 3:34
6. "5 x 5" – 3:35
7. "Liście" – 2:35
8. "Alarmy" – 4:17
9. "Kilka słów, kilka dni" – 3:39
10. "Falconer" – 3:19
11. "Wisła" -– 3:37

## Twórcy
Lorein
- Łukasz „Lanietz” Lańczyk - śpiew, gitary, organy
- Tomasz „Tomek” Dorobczyński - perkusja
- Sebastian „Jabber” Szczepański - gitara basowa, chórki
- Roland „LaDY” Langer - gitary, syntezator, chórki